# Dancing with the Stars (Hoa Kỳ - mùa 15)
Mùa thứ 15 của Dancing with the Stars (Bước nhảy hoàn vũ phiên bản Hoa Kỳ), còn có tên là Dancing with the Stars: All-Stars, được công chiếu vào ngày 24 tháng 9 năm 2012, trên kênh ABC.
Mùa 15 là mùa giải đầu tiên có sự góp mặt của dàn thí sinh "toàn sao" ("all-stars") khi những người nổi tiếng từng tham dự những mùa giải trước đây của chương trình sẽ quay trở lại. Sáu trong số đó là những thí sinh đã từng giành chức vô địch, gồm: Kelly Monaco, Drew Lachey, Emmitt Smith, Apolo Anton Ohno, Hélio Castroneves và Shawn Johnson. Ngoài ra, đây là mùa duy nhất cho đến nay áp dụng thang điểm hệ thập phân (0,5). Năm thí sinh tái hợp với các bạn nhảy cũ từng bắt cặp cùng họ ở lần tham dự trước đây (Emmitt Smith, Joey Fatone, Melissa Rycroft, Bristol Palin và Kirstie Alley), trong khi tám thí sinh còn lại được bắt cặp với các bạn nhảy mới.
Melissa Rycroft, người từng lọt vào chung kết mùa 8 và đạt hạng ba chung cuộc, đã đánh bại quán quân mùa 8 Shawn Johnson và quán quân mùa 1 Kelly Monaco để giành chức vô địch. Đây cũng là chiến thắng đầu tiên của vũ công Tony Dovolani tại chương trình.

## Thành viên

### Các cặp thí sinh
Mùa giải này có sự quy tụ của 13 thí sinh là người nổi tiếng ở các lĩnh vực khác nhau mà đã từng tham dự chương trình ở những mùa giải trước đó. 12 người nổi tiếng đầu tiên được tiết lộ vào ngày 27 tháng 7 năm 2012. Trong khi người thứ 13 được công chúng lựa chọn trong số ba người: Sabrina Bryan, Kyle Massey hoặc Carson Kressley. Sabrina Bryan được công bố là người chiến thắng của cuộc bình chọn trên vào ngày 27 tháng 8. Vũ công Louis van Amstel là người bắt cặp với Sabrina Bryan, trong khi các bạn nhảy chuyên nghiệp của 12 người nổi tiếng còn lại được tiết lộ vào ngày 13 tháng 8. Các thành viên của vũ đoàn phụ họa cho mùa giải này là Oksana Dmytrenko, Emma Slater, Sharna Burgess, Henry Byalikov, Sasha Farber và Sonny Fredie-Pedersen.
| Người nổi tiếng                   | Nghề nghiệp                      | Bạn nhảy                               | Kết quả                                       |
| --------------------------------- | -------------------------------- | -------------------------------------- | --------------------------------------------- |
| Pamela Anderson Hạng sáu mùa 10   | Diễn viên điện ảnh & truyền hình | Tristan MacManus                       | Bị loại đầu tiên vào ngày 25 tháng 9 năm 2012 |
| Joey Fatone Á quân mùa 4          | Ca sĩ & diễn viên                | Kym Johnson                            | Bị loại thứ 2 vào ngày 2 tháng 10 năm 2012    |
| Drew Lachey Quán quân mùa 2       | Ca sĩ & diễn viên                | Anna Trebunskaya                       | Bị loại thứ 3 vào ngày 9 tháng 10 năm 2012    |
| Hélio Castroneves Quán quân mùa 5 | Vận động viên đua xe hơi         | Chelsie Hightower                      | Bị loại thứ 4 vào ngày 9 tháng 10 năm 2012    |
| Bristol Palin Hạng ba mùa 11      | Nhà hoạt động & tác giả          | Mark Ballas                            | Bị loại thứ 5 vào ngày 16 tháng 10 năm 2012   |
| Sabrina Bryan Hạng bảy mùa 5      | Ca sĩ & diễn viên                | Louis van Amstel                       | Bị loại thứ 6 vào ngày 30 tháng 10 năm 2012   |
| Kirstie Alley Á quân mùa 12       | Diễn viên điện ảnh & truyền hình | Maksim Chmerkovskiy                    | Bị loại thứ 7 vào ngày 13 tháng 11 năm 2012   |
| Gilles Marini Á quân mùa 8        | Diễn viên điện ảnh & truyền hình | Peta Murgatroyd                        | Bị loại thứ 8 vào ngày 13 tháng 11 năm 2012   |
| Apolo Anton Ohno Quán quân mùa 4  | Vận động viên trượt băng tốc độ  | Karina Smirnoff                        | Bị loại thứ 9 vào ngày 20 tháng 11 năm 2012   |
| Emmitt Smith Quán quân mùa 3      | Vận động viên bóng bầu dục       | Cheryl Burke                           | Bị loại thứ 10 vào ngày 20 tháng 11 năm 2012  |
| Kelly Monaco Quán quân mùa 1      | Người mẫu & diễn viên            | Valentin Chmerkovskiy                  | Hạng ba vào ngày 27 tháng 11 năm 2012         |
| Shawn Johnson Quán quân mùa 8     | Vận động viên thể dục nghệ thuật | Derek Hough Mark Ballas (riêng tuần 7) | Á quân vào ngày 27 tháng 11 năm 2012          |
| Melissa Rycroft Hạng ba mùa 8     | Dẫn chương trình truyền hình     | Tony Dovolani                          | Quán quân vào ngày 27 tháng 11 năm 2012       |

### Dẫn chương trình và ban giám khảo
Tom Bergeron và Brooke Burke trở lại với vai trò dẫn chương trình, trong khi Carrie Ann Inaba, Len Goodman và Bruno Tonioli trở lại với vai trò giám khảo. Ban nhạc Harold Wheeler và các ca sĩ đảm nhận vai trò hòa âm phối khí xuyên suốt mùa giải.

## Biểu đồ điểm số
Điểm số cao nhất ở mỗi tuần được biểu thị bằng màu xanh lá cây in đậm, trong khi điểm số thấp nhất được biểu thị bằng màu đỏ in nghiêng.
Chú giải màu sắc:
| Cặp đôi          | #  | Tuần thi | Tuần thi | Tuần thi | Tuần thi | Tuần thi       | Tuần thi    | Tuần thi | Tuần thi     | Tuần thi       | Tuần thi | Tuần thi       | Tuần thi       | Tuần thi   |
| Cặp đôi          | #  | 1        | 2        | 3        | 4        | 5              | 6           | 5+6      | 7            | 8              | 7+8      | 9              | 10             | 10         |
| Cặp đôi          | #  | 1        | 2        | 3        | 4        | 5              | 6           | 5+6      | 7            | 8              | 7+8      | 9              | Đêm 1          | Đêm 2      |
| ---------------- | -- | -------- | -------- | -------- | -------- | -------------- | ----------- | -------- | ------------ | -------------- | -------- | -------------- | -------------- | ---------- |
| Melissa & Tony   | 1  | 21.0     | 23.5     | 27.0     | 37.0     | 27.0+29.5=56.5 | 29.5        | 86.0     | 29.0+10=39.0 | 30.0+30.0=60.0 | 99.0     | 27.5+30.0=57.5 | 30.0+30.0=60.0 | +28.5=88.5 |
| Shawn & Derek    | 2  | 22.0     | 25.0     | 26.5     | 39.5     | 27.0+29.5=56.5 | 28.0        | 84.5     | 30.0+8=38.0  | 29.5+26.0=55.5 | 93.5     | 30.0+29.0=59.0 | 27.0+30.0=57.0 | +30.0=87.0 |
| Kelly & Val      | 3  | 21.5     | 22.0     | 27.0     | 37.5     | 24.5+27.0=51.5 | 27.0        | 78.5     | 27.0+9=36.0  | 28.0+28.5=56.5 | 92.5     | 25.5+28.5=54.0 | 29.5+29.5=59.0 | +28.5=87.5 |
| Emmitt & Cheryl  | 4  | 24.5     | 22.5     | 25.0     | 36.0     | 29.0+27.0=56.0 | 26.5        | 82.5     | 27.5+7=34.5  | 28.0+30.0=58.0 | 92.5     | 27.0+27.0=54.0 |                |            |
| Apolo & Karina   | 5  | 22.0     | 24.5     | 25.5     | 34.5     | 27.0+29.5=56.5 | 30.0        | 86.5     | 27.0+6=33.0  | 29.5+29.0=58.5 | 91.5     | 27.0+30.0=57.0 |                |            |
| Gilles & Peta    | 6  | 24.0     | 25.5     | 25.5     | 39.5     | 29.5+27.0=56.5 | 27.5        | 84.0     | 28.5+5=33.5  | 29.5+29.0=58.5 | 92.0     |                |                |            |
| Kirstie & Maks   | 7  | 19.0     | 21.0     | 24.0     | 30.0     | 25.5+27.0=52.5 | 27.5+2=29.5 | 82.0     | 24.0+4=28.0  | 27.0+24.0=51.0 | 79.0     |                |                |            |
| Sabrina & Louis  | 8  | 22.5     | 26.0     | 25.5     | 35.5     | 29.0+29.5=58.5 | 30.0        | 88.5     |              |                |          |                |                |            |
| Bristol & Mark   | 9  | 19.5     | 18.0     | 22.5     | 32.0     |                |             |          |              |                |          |                |                |            |
| Hélio & Chelsie  | 10 | 21.5     | 23.0     | 25.5     |          |                |             |          |              |                |          |                |                |            |
| Drew & Anna      | 11 | 21.5     | 22.5     | 24.0     |          |                |             |          |              |                |          |                |                |            |
| Joey & Kym       | 12 | 20.5     | 22.5     |          |          |                |             |          |              |                |          |                |                |            |
| Pamela & Tristan | 13 | 17.0     |          |          |          |                |             |          |              |                |          |                |                |            |

## Điểm số qua các tuần

### Tuần 1: Điệu nhảy đầu tiên
Các cặp đôi biểu diễn vũ điệu cha-cha-cha hoặc foxtrot và được liệt kê theo thứ tự biểu diễn.
| Cặp đôi          | Điểm thành phần | Điểm thành phần | Điểm thành phần | Điểm tổng | Điệu nhảy   | Nhạc nền                                                   | Kết quả   |
| Cặp đôi          | Inaba           | Goodman         | Tonioli         | Điểm tổng | Điệu nhảy   | Nhạc nền                                                   | Kết quả   |
| ---------------- | --------------- | --------------- | --------------- | --------- | ----------- | ---------------------------------------------------------- | --------- |
| Joey & Kym       | 6.5             | 7.0             | 7.0             | 20.5      | Cha-cha-cha | "P.Y.T. (Pretty Young Thing)" – Michael Jackson            | An toàn   |
| Shawn & Derek    | 8.0             | 6.5             | 7.5             | 22.0      | Foxtrot     | "Good Time" – Owl City & Carly Rae Jepsen                  | An toàn   |
| Sabrina & Louis  | 7.5             | 7.5             | 7.5             | 22.5      | Cha-cha-cha | "What Makes You Beautiful" – One Direction                 | An toàn   |
| Hélio & Chelsie  | 7.0             | 7.5             | 7.0             | 21.5      | Foxtrot     | "Pride and Joy" – Marvin Gaye                              | An toàn   |
| Pamela & Tristan | 5.5             | 5.5             | 6.0             | 17.0      | Cha-cha-cha | "You Know I'm No Good" – Amy Winehouse                     | Bị loại   |
| Melissa & Tony   | 7.0             | 7.0             | 7.0             | 21.0      | Foxtrot     | "Big Spender" – từ Sweet Charity                           | An toàn   |
| Apolo & Karina   | 7.5             | 7.0             | 7.5             | 22.0      | Cha-cha-cha | "Party Rock Anthem" – LMFAO, ft. Lauren Bennett & GoonRock | An toàn   |
| Gilles & Peta    | 8.0             | 8.0             | 8.0             | 24.0      | Foxtrot     | "Call Me Irresponsible" – Bobby Darin                      | An toàn   |
| Bristol & Mark   | 6.5             | 6.5             | 6.5             | 19.5      | Cha-cha-cha | "Blow Me (One Last Kiss)" – Pink                           | An toàn   |
| Drew & Anna      | 7.0             | 7.0             | 7.5             | 21.5      | Foxtrot     | "Love Song" – Sara Bareilles                               | Nguy hiểm |
| Kelly & Val      | 7.0             | 7.0             | 7.5             | 21.5      | Cha-cha-cha | "Bang Bang" – David Sanborn                                | An toàn   |
| Kirstie & Maks   | 6.5             | 6.0             | 6.5             | 19.0      | Foxtrot     | "Set Fire to the Rain" – Adele                             | An toàn   |
| Emmitt & Cheryl  | 8.0             | 8.5             | 8.0             | 24.5      | Cha-cha-cha | "Chain of Fools" – Aretha Franklin                         | An toàn   |

### Tuần 2: Top 12
Các cặp đôi biểu diễn vũ điệu jive hoặc quickstep và được liệt kê theo thứ tự biểu diễn.
| Cặp đôi         | Điểm thành phần | Điểm thành phần | Điểm thành phần | Điểm tổng | Điệu nhảy | Nhạc nền                                         | Kết quả   |
| Cặp đôi         | Inaba           | Goodman         | Tonioli         | Điểm tổng | Điệu nhảy | Nhạc nền                                         | Kết quả   |
| --------------- | --------------- | --------------- | --------------- | --------- | --------- | ------------------------------------------------ | --------- |
| Melissa & Tony  | 8.0             | 8.0             | 7.5             | 23.5      | Jive      | "Shout" – The Isley Brothers                     | An toàn   |
| Bristol & Mark  | 6.0             | 6.0             | 6.0             | 18.0      | Quickstep | "Redneck Woman" – Gretchen Wilson                | An toàn   |
| Hélio & Chelsie | 8.0             | 7.5             | 7.5             | 23.0      | Jive      | "Everybody Talks" – Neon Trees                   | Nguy hiểm |
| Apolo & Karina  | 8.5             | 8.0             | 8.0             | 24.5      | Quickstep | "Five Months, Two Weeks, Two Days" – Louis Prima | An toàn   |
| Sabrina & Louis | 9.0             | 8.5             | 8.5             | 26.0      | Quickstep | "Black Betty" – Ram Jam                          | An toàn   |
| Kirstie & Maks  | 7.0             | 7.0             | 7.0             | 21.0      | Jive      | "Non, non, rien n'a changé" – Les Poppys         | An toàn   |
| Emmitt & Cheryl | 7.5             | 7.5             | 7.5             | 22.5      | Quickstep | "A Cool Cat In Town" – Tape Five                 | An toàn   |
| Drew & Anna     | 7.5             | 7.5             | 7.5             | 22.5      | Jive      | "Dance, Dance" – Fall Out Boy                    | An toàn   |
| Joey & Kym      | 7.5             | 7.5             | 7.5             | 22.5      | Quickstep | "Creep" – Richard Cheese                         | Bị loại   |
| Shawn & Derek   | 8.5             | 8.5             | 8.5             | 25.5      | Jive      | "The Nicest Kids in Town" – từ Hairspray         | An toàn   |
| Kelly & Val     | 7.5             | 7.0             | 7.5             | 22.0      | Quickstep | "Who Says" – Selena Gomez & The Scene            | An toàn   |
| Gilles & Peta   | 8.5             | 8.5             | 8.5             | 25.5      | Jive      | "Don't Stop Me Now" – Queen                      | An toàn   |

### Tuần 3: Những tiết mục biểu tượng
Những người nổi tiếng chọn ra một tiết mục biểu tượng từ 14 mùa giải trước đó và cố gắng tái hiện tiết mục đó sao cho nó "mang tính biểu tượng" nhất có thể. Các cặp đôi được liệt kê theo thứ tự biểu diễn. Tuần này có hai cặp đôi bị loại (loại kép).
| Cặp đôi         | Điểm thành phần | Điểm thành phần | Điểm thành phần | Điểm tổng | Điệu nhảy   | Nhạc nền                                               | Bản gốc                  | Kết quả   |
| Cặp đôi         | Inaba           | Goodman         | Tonioli         | Điểm tổng | Điệu nhảy   | Nhạc nền                                               | Bản gốc                  | Kết quả   |
| --------------- | --------------- | --------------- | --------------- | --------- | ----------- | ------------------------------------------------------ | ------------------------ | --------- |
| Drew & Anna     | 8.0             | 8.0             | 8.0             | 24.0      | Cha-cha-cha | "Crazy in Love" – Beyoncé, ft. Jay-Z                   | Joey & Ashly (Mùa 1)     | Bị loại   |
| Gilles & Peta   | 8.5             | 8.5             | 8.5             | 25.5      | Tango       | "Sweet Dreams (Are Made of This)" – Eurythmics         | Erin & Maks (Mùa 10)     | An toàn   |
| Melissa & Tony  | 9.0             | 9.0             | 9.0             | 27.0      | Samba       | "Conga" – Gloria Estefan                               | JR & Karina (Mùa 13)     | An toàn   |
| Apolo & Karina  | 9.0             | 8.0             | 8.5             | 25.5      | Foxtrot     | "Fever" – Michael Bublé                                | Gilles & Cheryl (Mùa 8)  | An toàn   |
| Kelly & Val     | 9.0             | 9.0             | 9.0             | 27.0      | Paso doble  | "España cañí" – Erich Kunzel                           | Laila & Maks (Mùa 4)     | An toàn   |
| Kirstie & Maks  | 8.0             | 8.0             | 8.0             | 24.0      | Cha-cha-cha | "Moves like Jagger" – Maroon 5, ft. Christina Aguilera | Carson & Anna (Mùa 13)   | Nguy hiểm |
| Sabrina & Louis | 8.5             | 8.5             | 8.5             | 25.5      | Paso doble  | "Free Your Mind" – En Vogue                            | Mel B & Maks (Mùa 5)     | Nguy hiểm |
| Emmitt & Cheryl | 8.5             | 8.0             | 8.5             | 25.0      | Paso doble  | "Canción del Mariachi" – Los Lobos & Antonio Banderas  | Mario & Karina (Mùa 3)   | An toàn   |
| Hélio & Chelsie | 8.5             | 8.5             | 8.5             | 25.5      | Quickstep   | "Mr. Pinstripe Suit" – Big Bad Voodoo Daddy            | Apolo & Julianne (Mùa 4) | Bị loại   |
| Bristol & Mark  | 7.5             | 7.5             | 7.5             | 22.5      | Paso doble  | "Living on Video" – Trans-X                            | Joanna & Derek (Mùa 9)   | An toàn   |
| Shawn & Derek   | 9.0             | 8.0             | 9.5             | 26.5      | Quickstep   | "Hey! Pachuco!" – Royal Crown Revue                    | Hélio & Julianne (Mùa 5) | An toàn   |

### Tuần 4: Lựa chọn của đối thủ
Những người nổi tiếng được quyền lựa chọn một điệu nhảy bất kì cho một trong những đối thủ của họ. Paula Abdul làm giám khảo khách mời của tuần thi này. Các cặp đôi được liệt kê theo thứ tự biểu diễn.
| Cặp đôi         | Điểm thành phần | Điểm thành phần | Điểm thành phần | Điểm thành phần | Điểm tổng | Điệu nhảy     | Được chọn bởi   | Nhạc nền                                                             | Kết quả   |
| Cặp đôi         | Inaba           | Goodman         | Abdul           | Tonioli         | Điểm tổng | Điệu nhảy     | Được chọn bởi   | Nhạc nền                                                             | Kết quả   |
| --------------- | --------------- | --------------- | --------------- | --------------- | --------- | ------------- | --------------- | -------------------------------------------------------------------- | --------- |
| Kirstie & Maks  | 7.5             | 7.5             | 7.5             | 7.5             | 30.0      | Charleston    | Sabrina & Louis | "42nd Street" – từ 42nd Street                                       | Nguy hiểm |
| Bristol & Mark  | 8.0             | 8.0             | 8.0             | 8.0             | 32.0      | Rock and Roll | Gilles & Peta   | "At the Hop" – Danny and the Juniors                                 | Bị loại   |
| Sabrina & Louis | 9.0             | 9.0             | 8.5             | 9.0             | 35.5      | Disco         | Kirstie & Maks  | "You Should Be Dancing" – Bee Gees                                   | An toàn   |
| Emmitt & Cheryl | 9.0             | 9.0             | 9.0             | 9.0             | 36.0      | Bolero        | Kelly & Val     | "Better in Time" – Leona Lewis                                       | An toàn   |
| Gilles & Peta   | 10.0            | 9.5             | 10.0            | 10.0            | 39.5      | Bollywood     | Bristol & Mark  | "Jai Ho (You Are My Destiny)" – The Pussycat Dolls, ft. A. R. Rahman | An toàn   |
| Melissa & Tony  | 9.0             | 9.0             | 9.5             | 9.5             | 37.0      | Jitterbug     | Apolo & Karina  | "This Cat's on a Hot Tin Roof" – Brian Setzer Orchestra              | An toàn   |
| Shawn & Derek   | 10.0            | 9.5             | 10.0            | 10.0            | 39.5      | Mambo         | Hélio & Chelsie | "Para los Rumberos" – Santana                                        | An toàn   |
| Apolo & Karina  | 8.5             | 9.0             | 8.5             | 8.5             | 34.5      | Hip-hop       | Melissa & Tony  | "Poison" – Bell Biv DeVoe                                            | An toàn   |
| Kelly & Val     | 9.0             | 9.5             | 9.5             | 9.5             | 37.5      | Múa đương đại | Emmitt & Cheryl | "Fix You" – Coldplay                                                 | An toàn   |

### Tuần 5: Thú vui tội lỗi
Hai cặp đôi có tổng điểm trung bình tích lũy cao nhất ở các tuần thi trước đó trở thành đội trưởng và được quyền chọn đồng đội để tham gia phần thi đồng đội tự do. Các đội trưởng là cặp đôi Gilles & Peta và cặp đôi Shawn & Derek. Do cuộc tranh luận tổng thống diễn ra vào ngày 22 tháng 10 nên tuần thi này bao gồm hai đêm trình diễn: ngày 22 và 23 tháng 10. Không có cặp đôi nào bị loại. Các cặp đôi được liệt kê theo thứ tự biểu diễn.

#### Đêm 1
| Cặp đôi                                                     | Điểm thành phần | Điểm thành phần | Điểm thành phần | Điểm tổng | Điệu nhảy                 | Nhạc nền                                   |
| Cặp đôi                                                     | Inaba           | Goodman         | Tonioli         | Điểm tổng | Điệu nhảy                 | Nhạc nền                                   |
| ----------------------------------------------------------- | --------------- | --------------- | --------------- | --------- | ------------------------- | ------------------------------------------ |
| Kelly & Val                                                 | 8.0             | 8.0             | 8.5             | 24.5      | Samba                     | "Want U Back" – Cher Lloyd                 |
| Gilles & Peta                                               | 10.0            | 9.5             | 10.0            | 29.5      | Rumba                     | "I Will Always Love You" – Whitney Houston |
| Kirstie & Maks                                              | 8.5             | 8.5             | 8.5             | 25.5      | Quickstep                 | "Mrs. Robinson" – Simon and Garfunkel      |
| Emmitt & Cheryl                                             | 9.5             | 9.5             | 10.0            | 29.0      | Samba                     | "Copacabana" – Barry Manilow               |
| Apolo & Karina Melissa & Tony Sabrina & Louis Shawn & Derek | 9.5             | 10.0            | 10.0            | 29.5      | Tự do (Đội Call Me Maybe) | "Call Me Maybe" – Carly Rae Jepsen         |

#### Đêm 2
| Cặp đôi                                                  | Điểm thành phần | Điểm thành phần | Điểm thành phần | Điểm tổng | Điệu nhảy                 | Nhạc nền                            |
| Cặp đôi                                                  | Inaba           | Goodman         | Tonioli         | Điểm tổng | Điệu nhảy                 | Nhạc nền                            |
| -------------------------------------------------------- | --------------- | --------------- | --------------- | --------- | ------------------------- | ----------------------------------- |
| Melissa & Tony                                           | 9.0             | 9.0             | 9.0             | 27.0      | Tango                     | "Toxic" – Britney Spears            |
| Shawn & Derek                                            | 9.0             | 8.0             | 10.0            | 27.0      | Rumba                     | "My Heart Will Go On" – Celine Dion |
| Apolo & Karina                                           | 8.5             | 9.5             | 9.0             | 27.0      | Samba                     | "Give It to Me Baby" – Rick James   |
| Sabrina & Louis                                          | 10.0            | 9.5             | 9.5             | 29.0      | Waltz                     | "So This is Love" – từ Cinderella   |
| Emmitt & Cheryl Gilles & Peta Kelly & Val Kirstie & Maks | 9.0             | 9.0             | 9.0             | 27.0      | Tự do (Đội Gangnam Style) | "Gangnam Style" – Psy               |

### Tuần 6: Nhạc đồng quê
Các cặp đôi thể hiện điệu nhảy trên nền nhạc đồng quê. Mỗi tiết mục đều có một phần nhảy solo của người nổi tiếng. Tất cả các cặp đôi cũng tham gia một tiết mục tập thể mang tính biểu diễn. Cặp đôi gây ấn tượng nhất với ban giám khảo được nhận hai điểm thưởng; đó là Kirstie & Maks. Các cặp đôi được liệt kê theo thứ tự biểu diễn.
| Cặp đôi                                                                                               | Điểm thành phần | Điểm thành phần | Điểm thành phần | Điểm tổng       | Điệu nhảy      | Nhạc nền                                                                                  | Kết quả                                                                                   |
| Cặp đôi                                                                                               | Inaba           | Goodman         | Tonioli         | Điểm tổng       | Điệu nhảy      | Nhạc nền                                                                                  | Kết quả                                                                                   |
| --- | --------------- | --------------- | --------------- | --------------- | -------------- | ----------------------------------------------------------------------------------------- | ----------------------------------------------------------------------------------------- |
| Gilles & Peta                                                                                         | 9.0             | 9.0             | 9.5             | 27.5            | Cha-cha-cha    | "Man! I Feel Like a Woman!" – Shania Twain                                                | An toàn                                                                                   |
| Sabrina & Louis                                                                                       | 10.0            | 10.0            | 10.0            | 30.0            | Rumba          | "Wanted" – Hunter Hayes                                                                   | Bị loại                                                                                   |
| Kelly & Val                                                                                           | 9.0             | 9.0             | 9.0             | 27.0            | Tango          | "Good Girl" – Carrie Underwood                                                            | An toàn                                                                                   |
| Melissa & Tony                                                                                        | 9.5             | 10.0            | 10.0            | 29.5            | Viennese waltz | "Why Ya Wanna" – Jana Kramer                                                              | An toàn                                                                                   |
| Shawn & Derek                                                                                         | 9.5             | 8.5             | 10.0            | 28.0            | Cha-cha-cha    | "She Thinks My Tractor's Sexy" – Kenny Chesney                                            | An toàn                                                                                   |
| Kirstie & Maks                                                                                        | 9.5             | 8.5             | 9.5             | 27.5            | Rumba          | "Home" – Blake Shelton                                                                    | An toàn                                                                                   |
| Apolo & Karina                                                                                        | 10.0            | 10.0            | 10.0            | 30.0            | Viennese waltz | "Skin (Sarabeth)" – Rascal Flatts                                                         | An toàn                                                                                   |
| Emmitt & Cheryl                                                                                       | 8.5             | 8.5             | 9.5             | 26.5            | Foxtrot        | "Islands in the Stream" – Dolly Parton & Kenny Rogers                                     | An toàn                                                                                   |
| Apolo & Karina Emmitt & Cheryl Gilles & Peta Kelly & Val Melissa & Tony Sabrina & Louis Shawn & Derek | Không chấm điểm | Không chấm điểm | Không chấm điểm | Không chấm điểm | Tự do tập thể  | "Save a Horse (Ride a Cowboy)" – Big & Rich & "I Play Chicken with a Train" – Cowboy Troy | "Save a Horse (Ride a Cowboy)" – Big & Rich & "I Play Chicken with a Train" – Cowboy Troy |

### Tuần 7: Điệu nhảy hỗn hợp
Các cặp đôi biểu diễn một tiết mục mà trong đó kết hợp hai điệu nhảy họ đã từng thể hiện trước đó, tiếp theo là một tiết mục nhảy swing marathon. Do cuộc bầu cử tổng thống và ảnh hưởng của cơn bão Sandy đối với người xem ở khu vực Bờ Đông, nên không có cặp đôi nào bị loại. Vũ công Mark Ballas biểu diễn cùng Shawn Johnson trong tuần thi này, vì bạn nhảy Derek Hough của cô đã phải ngồi ngoài vì chấn thương. Các cặp đôi được liệt kê theo thứ tự biểu diễn.
| Cặp đôi         | Điểm thành phần | Điểm thành phần | Điểm thành phần | Điểm tổng | Điệu nhảy                | Nhạc nền                              |
| Cặp đôi         | Inaba           | Goodman         | Tonioli         | Điểm tổng | Điệu nhảy                | Nhạc nền                              |
| --------------- | --------------- | --------------- | --------------- | --------- | ------------------------ | ------------------------------------- |
| Apolo & Karina  | 9.0             | 9.0             | 9.0             | 27.0      | Cha-cha-cha & Paso doble | "Scream" – Usher                      |
| Emmitt & Cheryl | 8.5             | 9.5             | 9.5             | 27.5      | Rumba & Samba            | "Fine By Me" – Andy Grammer           |
| Kirstie & Maks  | 8.0             | 8.0             | 8.0             | 24.0      | Quickstep & Samba        | "Sir Duke" – Stevie Wonder            |
| Kelly & Val     | 9.0             | 9.0             | 9.0             | 27.0      | Cha-cha-cha & Foxtrot    | "Don't Stop" – Gin Wigmore            |
| Melissa & Tony  | 10.0            | 9.5             | 9.5             | 29.0      | Cha-cha-cha & Tango      | "Die Young" – Ke$ha                   |
| Shawn & Mark    | 10.0            | 10.0            | 10.0            | 30.0      | Paso doble & Tango       | "Livin' On A Prayer" – Bon Jovi       |
| Gilles & Peta   | 9.5             | 9.5             | 9.5             | 28.5      | Argentine tango & Samba  | "When I Get You Alone" – Robin Thicke |
| Kirstie & Maks  | 4               | 4               | 4               | 4         | Swing Marathon           | "Do Your Thing" – Basement Jaxx       |
| Gilles & Peta   | 5               | 5               | 5               | 5         | Swing Marathon           | "Do Your Thing" – Basement Jaxx       |
| Apolo & Karina  | 6               | 6               | 6               | 6         | Swing Marathon           | "Do Your Thing" – Basement Jaxx       |
| Emmitt & Cheryl | 7               | 7               | 7               | 7         | Swing Marathon           | "Do Your Thing" – Basement Jaxx       |
| Shawn & Mark    | 8               | 8               | 8               | 8         | Swing Marathon           | "Do Your Thing" – Basement Jaxx       |
| Kelly & Val     | 9               | 9               | 9               | 9         | Swing Marathon           | "Do Your Thing" – Basement Jaxx       |
| Melissa & Tony  | 10              | 10              | 10              | 10        | Swing Marathon           | "Do Your Thing" – Basement Jaxx       |

### Tuần 8: Ngày cựu chiến binh
Để tôn vinh Ngày cựu chiến binh, tiết mục đầu tiên của các cặp đôi được biểu diễn trên nền các bài hát tôn vinh những người lính. Mỗi cặp đôi cũng được chọn một vũ công chuyên nghiệp đã bị loại trước đó hoặc một vũ công thuộc vũ đoàn phụ họa để biểu diễn cùng họ trong tiết mục thứ hai của mình với chủ đề Latin. Có hai cặp đôi bị loại. Các cặp đôi được liệt kê theo thứ tự biểu diễn.
| Cặp đôi         | Bạn nhảy thứ 3    | Điểm thành phần | Điểm thành phần | Điểm thành phần | Điểm tổng | Điệu nhảy      | Nhạc nền                                        | Kết quả |
| Cặp đôi         | Bạn nhảy thứ 3    | Inaba           | Goodman         | Tonioli         | Điểm tổng | Điệu nhảy      | Nhạc nền                                        | Kết quả |
| --------------- | ----------------- | --------------- | --------------- | --------------- | --------- | -------------- | ----------------------------------------------- | ------- |
| Shawn & Derek   | Mark Ballas       | 10.0            | 9.5             | 10.0            | 29.5      | Viennese waltz | "Angel" – Sarah McLachlan                       | An toàn |
| Shawn & Derek   | Mark Ballas       | 10.0            | 7.0             | 9.0             | 26.0      | Samba          | "Jungle Jazz" – Les Tambours du Bronx           | An toàn |
| Apolo & Karina  | Sasha Farber      | 10.0            | 9.5             | 10.0            | 29.5      | Tango          | "Holding Out for a Hero" – Bonnie Tyler         | An toàn |
| Apolo & Karina  | Sasha Farber      | 9.5             | 9.5             | 10.0            | 29.0      | Jive           | "Greased Lightnin'" – John Travolta             | An toàn |
| Kirstie & Maks  | Tristan MacManus  | 9.0             | 9.0             | 9.0             | 27.0      | Viennese waltz | "Hallelujah" – Leonard Cohen                    | Bị loại |
| Kirstie & Maks  | Tristan MacManus  | 8.0             | 8.0             | 8.0             | 24.0      | Paso doble     | "Bring Me to Life" – Evanescence                | Bị loại |
| Kelly & Val     | Louis van Amstel  | 9.5             | 9.0             | 9.5             | 28.0      | Viennese waltz | "I'll Be" – Edwin McCain                        | An toàn |
| Kelly & Val     | Louis van Amstel  | 9.5             | 9.5             | 9.5             | 28.5      | Jive           | "Animal" – Neon Trees                           | An toàn |
| Gilles & Peta   | Chelsie Hightower | 9.5             | 10.0            | 10.0            | 29.5      | Quickstep      | "Danger Zone" – Kenny Loggins                   | Bị loại |
| Gilles & Peta   | Chelsie Hightower | 9.5             | 10.0            | 9.5             | 29.0      | Salsa          | "La Rebelión" – Joe Arroyo                      | Bị loại |
| Emmitt & Cheryl | Kym Johnson       | 9.0             | 9.5             | 9.5             | 28.0      | Viennese waltz | "Love Letters" – Ketty Lester                   | An toàn |
| Emmitt & Cheryl | Kym Johnson       | 10.0            | 10.0            | 10.0            | 30.0      | Salsa          | "Mr. Saxobeat" – Alexandra Stan                 | An toàn |
| Melissa & Tony  | Henry Byalikov    | 10.0            | 10.0            | 10.0            | 30.0      | Quickstep      | "Boogie Woogie Bugle Boy" – The Andrews Sisters | An toàn |
| Melissa & Tony  | Henry Byalikov    | 10.0            | 10.0            | 10.0            | 30.0      | Paso doble     | "Rumour Has It" – Adele                         | An toàn |

### Tuần 9: Bán kết
Các cặp đôi biểu diễn một điệu nhảy chưa từng thể hiện trước đó trên nền nhạc của một bài hát trong album Bad của Michael Jackson và một điệu nhảy do các cặp đôi còn lại lựa chọn. Cũng có hai cặp đôi bị loại ở tuần thi này. Các cặp đôi được liệt kê theo thứ tự biểu diễn.
| Cặp đôi         | Điểm thành phần | Điểm thành phần | Điểm thành phần | Điểm tổng | Điệu nhảy & Chủ đề     | Nhạc nền                                         | Kết quả |
| Cặp đôi         | Inaba           | Goodman         | Tonioli         | Điểm tổng | Điệu nhảy & Chủ đề     | Nhạc nền                                         | Kết quả |
| --------------- | --------------- | --------------- | --------------- | --------- | ---------------------- | ------------------------------------------------ | ------- |
| Melissa & Tony  | 9.0             | 9.5             | 9.0             | 27.5      | "Caveman" Hustle       | "Walk the Dinosaur" – Was (Not Was)              | An toàn |
| Melissa & Tony  | 10.0            | 10.0            | 10.0            | 30.0      | Argentine tango        | "Dirty Diana" – Michael Jackson                  | An toàn |
| Shawn & Derek   | 10.0            | 10.0            | 10.0            | 30.0      | "Knight Rider" Bhangra | "Mundian to Bach Ke" – Panjabi MC                | An toàn |
| Shawn & Derek   | 9.0             | 10.0            | 10.0            | 29.0      | Argentine tango        | "Bad" – Michael Jackson                          | An toàn |
| Apolo & Karina  | 8.5             | 9.0             | 9.5             | 27.0      | "Big Top" Jazz         | "What You Waiting For?" – Gwen Stefani           | Bị loại |
| Apolo & Karina  | 10.0            | 10.0            | 10.0            | 30.0      | Rumba                  | "Man in the Mirror" – Michael Jackson            | Bị loại |
| Emmitt & Cheryl | 9.0             | 9.0             | 9.0             | 27.0      | "Espionage" Lindy Hop  | "Secret Agent Man" – Johnny Rivers               | Bị loại |
| Emmitt & Cheryl | 9.0             | 9.0             | 9.0             | 27.0      | Tango                  | "Leave Me Alone" – Michael Jackson               | Bị loại |
| Kelly & Val     | 8.0             | 9.0             | 8.5             | 25.5      | "Surfer" Flamenco      | "Malagueña" – Brian Setzer                       | An toàn |
| Kelly & Val     | 9.5             | 9.5             | 9.5             | 28.5      | Rumba                  | "I Just Can't Stop Loving You" – Michael Jackson | An toàn |

### Tuần 10: Chung kết xếp hạng
Đêm đầu tiên, các cặp đôi tái hiện một điệu nhảy trong hành trình đã qua mà họ yêu thích nhất và sau đó là một tiết mục nhảy tự do. Đêm thứ hai, họ biểu diễn một tiết mục nhảy tức thời, trong đó họ phải tự chọn vũ điệu và nhạc nền. Các cặp đôi được liệt kê theo thứ tự biểu diễn.

#### Đêm 1
| Cặp đôi        | Điểm thành phần | Điểm thành phần | Điểm thành phần | Điểm tổng | Điệu nhảy  | Nhạc nền                                                         |
| Cặp đôi        | Inaba           | Goodman         | Tonioli         | Điểm tổng | Điệu nhảy  | Nhạc nền                                                         |
| -------------- | --------------- | --------------- | --------------- | --------- | ---------- | ---------------------------------------------------------------- |
| Kelly & Val    | 9.5             | 10.0            | 10.0            | 29.5      | Paso doble | "España cañí" – Erich Kunzel                                     |
| Kelly & Val    | 10.0            | 9.5             | 10.0            | 29.5      | Tự do      | "(I've Had) The Time of My Life" – Bill Medley & Jennifer Warnes |
| Melissa & Tony | 10.0            | 10.0            | 10.0            | 30.0      | Samba      | "Conga" – Gloria Estefan                                         |
| Melissa & Tony | 10.0            | 10.0            | 10.0            | 30.0      | Tự do      | "I Was Here" – Beyoncé                                           |
| Shawn & Derek  | 9.0             | 8.5             | 9.5             | 27.0      | Quickstep  | "Hey! Pachuco!" – Royal Crown Revue                              |
| Shawn & Derek  | 10.0            | 10.0            | 10.0            | 30.0      | Tự do      | "Carnaval de Paris" – Dario G                                    |

#### Đêm 2
| Cặp đôi        | Điểm thành phần | Điểm thành phần | Điểm thành phần | Điểm tổng | Điệu nhảy   | Nhạc nền                            | Kết quả   |
| Cặp đôi        | Inaba           | Goodman         | Tonioli         | Điểm tổng | Điệu nhảy   | Nhạc nền                            | Kết quả   |
| -------------- | --------------- | --------------- | --------------- | --------- | ----------- | ----------------------------------- | --------- |
| Kelly & Val    | 9.5             | 9.5             | 9.5             | 28.5      | Jive        | "Cat and Mouse" – Nikki & Rich      | Hạng ba   |
| Melissa & Tony | 9.5             | 9.5             | 9.5             | 28.5      | Samba       | "Life Is a Highway" – Rascal Flatts | Quán quân |
| Shawn & Derek  | 10.0            | 10.0            | 10.0            | 30.0      | Cha-cha-cha | "Respect" – Aretha Franklin         | Á quân    |

## Biểu đồ điệu nhảy

[https://www.dailymotion.com/video/xxguxa Melissa & Tony ở tuần thi thứ 3

Các cặp đôi sẽ biểu diễn các điệu nhảy ở mỗi tuần thi như sau:
- Tuần 1: Một điệu nhảy chưa học (cha-cha-cha hoặc foxtrot)
- Tuần 2: Một điệu nhảy chưa học (jive hoặc quickstep)
- Tuần 3: Một điệu nhảy chưa học
- Tuần 4: Một điệu nhảy mới
- Tuần 5: Một điệu nhảy chưa học và điệu nhảy tự do đồng đội
- Tuần 6: Một điệu nhảy chưa học và điệu nhảy tự do tập thể
- Tuần 7: Điệu nhảy hỗn hợp (fusion) và điệu nhảy swing marathon
- Tuần 8: Một điệu nhảy chưa học và điệu nhảy ba người
- Tuần 9 (bán kết): Một điệu nhảy chưa học và một điệu nhảy mới
- Tuần 10 (chung kết, đêm 1): Điệu nhảy yêu thích và điệu nhảy tự do
- Tuần 10 (chung kết, đêm 2): Điệu nhảy tức thời

| Cặp đôi          | Tuần thi    | Tuần thi  | Tuần thi    | Tuần thi      | Tuần thi  | Tuần thi       | Tuần thi       | Tuần thi      | Tuần thi                 | Tuần thi       | Tuần thi       | Tuần thi   | Tuần thi  | Tuần thi        | Tuần thi   | Tuần thi | Tuần thi    |
| Cặp đôi          | 1           | 2         | 3           | 4             | 5         | 5              | 6              | 6             | 7                        | 7              | 8              | 8          | 9         | 9               | 10         | 10       | 10          |
| Cặp đôi          | 1           | 2         | 3           | 4             | 5         | 5              | 6              | 6             | 7                        | 7              | 8              | 8          | 9         | 9               | Đêm 1      | Đêm 1    | Đêm 2       |
| ---------------- | ----------- | --------- | ----------- | ------------- | --------- | -------------- | -------------- | ------------- | ------------------------ | -------------- | -------------- | ---------- | --------- | --------------- | ---------- | -------- | ----------- |
| Melissa & Tony   | Foxtrot     | Jive      | Samba       | Jitterbug     | Tango     | Tự do đồng đội | Viennese waltz | Tự do tập thể | Cha-cha-cha & Tango      | Swing Marathon | Quickstep      | Paso doble | Hustle    | Argentine tango | Samba      | Tự do    | Samba       |
| Shawn & Derek    | Foxtrot     | Jive      | Quickstep   | Mambo         | Rumba     | Tự do đồng đội | Cha-cha-cha    | Tự do tập thể | Paso doble & Tango       | Swing Marathon | Viennese waltz | Samba      | Bhangra   | Argentine tango | Quickstep  | Tự do    | Cha-cha-cha |
| Kelly & Val      | Cha-cha-cha | Quickstep | Paso doble  | Múa đương đại | Samba     | Tự do đồng đội | Tango          | Tự do tập thể | Cha-cha-cha & Foxtrot    | Swing Marathon | Viennese waltz | Jive       | Flamenco  | Rumba           | Paso doble | Tự do    | Jive        |
| Emmitt & Cheryl  | Cha-cha-cha | Quickstep | Paso doble  | Bolero        | Samba     | Tự do đồng đội | Foxtrot        | Tự do tập thể | Rumba & Samba            | Swing Marathon | Viennese waltz | Salsa      | Lindy Hop | Tango           |            |          |             |
| Apolo & Karina   | Cha-cha-cha | Quickstep | Foxtrot     | Hip-hop       | Samba     | Tự do đồng đội | Viennese waltz | Tự do tập thể | Cha-cha-cha & Paso doble | Swing Marathon | Tango          | Jive       | Jazz      | Rumba           |            |          |             |
| Gilles & Peta    | Foxtrot     | Jive      | Tango       | Bollywood     | Rumba     | Tự do đồng đội | Cha-cha-cha    | Tự do tập thể | Argentine tango & Samba  | Swing Marathon | Quickstep      | Salsa      |           |                 |            |          |             |
| Kirstie & Maks   | Foxtrot     | Jive      | Cha-cha-cha | Charleston    | Quickstep | Tự do đồng đội | Rumba          | Tự do tập thể | Quickstep & Samba        | Swing Marathon | Viennese waltz | Paso doble |           |                 |            |          |             |
| Sabrina & Louis  | Cha-cha-cha | Quickstep | Paso doble  | Disco         | Waltz     | Tự do đồng đội | Rumba          | Tự do tập thể |                          |                |                |            |           |                 |            |          |             |
| Bristol & Mark   | Cha-cha-cha | Quickstep | Paso doble  | Rock and Roll |           |                |                |               |                          |                |                |            |           |                 |            |          |             |
| Hélio & Chelsie  | Foxtrot     | Jive      | Quickstep   |               |           |                |                |               |                          |                |                |            |           |                 |            |          |             |
| Drew & Anna      | Foxtrot     | Jive      | Cha-cha-cha |               |           |                |                |               |                          |                |                |            |           |                 |            |          |             |
| Joey & Kym       | Cha-cha-cha | Quickstep |             |               |           |                |                |               |                          |                |                |            |           |                 |            |          |             |
| Pamela & Tristan | Cha-cha-cha |           |             |               |           |                |                |               |                          |                |                |            |           |                 |            |          |             |

## Đón nhận
| #  | Tên gọi                       | Thời điểm phát sóng  | Lượt xem (triệu người) | Điểm số (người lớn 18–49 tuổi) | Điểm số (hộ gia đình) | Tham khảo     |
| -- | ----------------------------- | -------------------- | ---------------------- | ------------------------------ | --------------------- | ------------- |
| 1  | "Đêm biểu diễn: Tuần 1"       | 24 tháng 9 năm 2012  | 14.11                  | 2.5/7                          | 9.3/14                | [ 11 ] [ 12 ] |
| 2  | "Đêm công bố kết quả: Tuần 1" | 25 tháng 9 năm 2012  | 11.79                  | 2.1/6                          | 7.7/12                | [ 13 ] [ 14 ] |
| 3  | "Đêm biểu diễn: Tuần 2"       | 1 tháng 10 năm 2012  | 12.38                  | 2.1/5                          | 9.3/12                | [ 15 ] [ 16 ] |
| 4  | "Đêm công bố kết quả: Tuần 2" | 2 tháng 10 năm 2012  | 12.03                  | 2.1/5                          | 7.9/12                | [ 17 ] [ 18 ] |
| 5  | "Đêm biểu diễn: Tuần 3"       | 8 tháng 10 năm 2012  | 13.55                  | 2.2/6                          | 8.9/13                | [ 19 ] [ 20 ] |
| 6  | "Đêm công bố kết quả: Tuần 3" | 9 tháng 10 năm 2012  | 13.33                  | 2.2/6                          | 9.0/13                | [ 21 ] [ 22 ] |
| 7  | "Đêm biểu diễn: Tuần 4"       | 15 tháng 10 năm 2012 | 13.64                  | 2.1/5                          | 9.1/13                | [ 23 ] [ 24 ] |
| 8  | "Đêm công bố kết quả: Tuần 4" | 16 tháng 10 năm 2012 | 12.92                  | 2.0/6                          | 8.6/13                | [ 25 ] [ 26 ] |
| 9  | "Đêm biểu diễn 1: Tuần 5"     | 22 tháng 10 năm 2012 | 13.27                  | 2.4/6                          | 8.7/13                | [ 27 ] [ 28 ] |
| 10 | "Đêm biểu diễn 2: Tuần 5"     | 23 tháng 10 năm 2012 | 12.90                  | 2.3/7                          | 8.3/13                | [ 29 ] [ 30 ] |
| 11 | "Đêm biểu diễn: Tuần 6"       | 29 tháng 10 năm 2012 | 13.90                  | 2.3/5                          | 9.5/14                | [ 31 ] [ 32 ] |
| 12 | "Đêm công bố kết quả: Tuần 6" | 30 tháng 10 năm 2012 | 11.49                  | 1.8/5                          | 7.9/12                | [ 33 ] [ 34 ] |
| 13 | "Đêm biểu diễn: Tuần 7"       | 5 tháng 11 năm 2012  | 13.48                  | 2.1/5                          | 9.0/13                | [ 35 ] [ 36 ] |
| 14 | "Đêm biểu diễn: Tuần 8"       | 12 tháng 11 năm 2012 | 13.79                  | 2.1/5                          | 9.2/14                | [ 37 ] [ 38 ] |
| 15 | "Đêm công bố kết quả: Tuần 8" | 13 tháng 11 năm 2012 | 12.11                  | 1.9/5                          | 7.9/12                | [ 39 ] [ 40 ] |
| 16 | "Đêm biểu diễn: Tuần 9"       | 19 tháng 11 năm 2012 | 14.28                  | 2.4/6                          | 9.2/14                | [ 41 ] [ 42 ] |
| 17 | "Đêm công bố kết quả: Tuần 9" | 20 tháng 11 năm 2012 | 13.01                  | 2.0/6                          | 8.5/13                | [ 43 ] [ 44 ] |
| 18 | "Đêm biểu diễn: Tuần 10"      | 26 tháng 11 năm 2012 | 16.30                  | 2.7/7                          | 10.4/15               | [ 45 ] [ 46 ] |
| 19 | "Đêm chung kết xếp hạng"      | 27 tháng 11 năm 2012 | 16.73                  | 3.0/8                          | 10.7/12               | [ 47 ] [ 48 ] |